# 马克思主义纲领
马克思主义纲领（Marxist Manch）是印度阿萨姆邦的一个共产主义政党。该党原为印度共产党（马克思主义）的一个地方分裂团体。2002年，该党参与创建印度共产主义者和民主社会主义者联盟。